# Michel Azcueta
Michel Azcueta Gorostiza (Madrid,  20 de febrero de 1947) es un profesor y político español nacionalizado peruano. Fue el primer alcalde del distrito de Villa El Salvador en 1984 y luego elegido en 1995.
Durante su gestión como alcalde de Villa El Salvador, se otorgó al distrito el Premio Príncipe de Asturias. En 2019, fue reconocido con la Orden de las Palmas Magisteriales en el grado de Amauta, premio otorgado por el Ministerio de Educación del Perú.

## Biografía
Nació en la ciudad de Madrid ubicada en España, el 20 de febrero de 1947.
Luego de concluir sus estudios en el Seminario de Burgos, viaja al Perú. Convalidando sus estudios de Educación en la Pontificia Universidad Católica del Perú. En 1971, junto a un grupo de jóvenes docentes de esta universidad ponen en marcha las primeras aulas del Colegio Fe y Alegría 17.
En 1974, recibe la ciudadanía peruana. Termina sus estudios de Maestría en Educación en la Universidad de Montreal, ubicado en Canadá, en 1982, y en el 2010 culmina sus estudios de Doctorado en Educación en la Universidad Nacional Mayor de San Marcos.
Fue presidente del Instituto Peruano del Deporte (1990) y Director de la Oficina de relaciones con los alcaldes y gobernadores regionales del Congreso de la República. También fue docente en la Universidad Nacional Mayor de San Marcos (2003-2006) y en la Universidad Nacional Tecnológica de Lima Sur.

## Vida política

### Alcalde de Villa el Salvador
Michel Azcueta se inicia en la política como candidato a la alcaldía del recién creado distrito de Villa El Salvador por la Izquierda Unida, liderada por el histórico Alfonso Barrantes, en las elecciones municipales de 1983. Azcueta logró ser elegido como el primer alcalde del distrito de Villa El Salvador en la historia del Perú, para el periodo municipal 1984-1986. Luego fue reelecto en las elecciones de 1986. En las elecciones de 1989, fue elegido como regidor de Lima Metropolitana y en las elecciones de 1995 volvió a ser electo como alcalde de Villa El Salvador. Finalmente, en las elecciones de 1998, fue elegido nuevamente como regidor provincial por el partido Somos Perú. Desde entonces, postuló sin éxito a la alcaldía de Lima en las elecciones del 2002. Posteriormente, a la alcaldía de Villa El Salvador en las elecciones del 2006, 2010, y 2018. Asimismo, participó en las elecciones regionales del 2006 como candidato a la presidencia del Gobierno Regional de Lima y en las elecciones municipales del 2014 como candidato a regidor provincial.
Durante su gestión como alcalde de VES, el 5 de febrero de 1985, el Papa Juan Pablo II, visitó el distrito. El 15 de mayo de 1987 en Oviedo, España, se otorgó a Villa El Salvador el Premio Príncipe de Asturias y en octubre, la ONU nomina a Villa El Salvador como "Ciudad Mensajera de la Paz".
Denunció la violencia que se vivió en el Perú en los años 80 y 90, defendiendo a los dirigentes y pobladores frente al terror. Fue objeto de un atentado terrorista el 16 de junio de 1993, a las puertas del Colegio Fe y Alegría de Villa El Salvador, quedando gravemente herido, siendo operado en varias ocasiones en el Hospital en Lima y en Madrid, España. Recibió el Premio Internacional de Derechos Humanos el 10 de diciembre de ese año. Y en 1999 el premio internacional a la solidaridad entregado por CARE en Atlanta, Estados Unidos.